# Guanghui (socken i Kina, Guizhou)
Guanghui (kinesiska: 光辉, 光辉乡) är en socken i Kina. Den ligger i provinsen Guizhou, i den sydvästra delen av landet, omkring 200 kilometer sydost om provinshuvudstaden Guiyang. Antalet invånare är 2791. Befolkningen består av 1 308 kvinnor och 1 483 män. Barn under 15 år utgör 21,0 %, vuxna 15-64 år 69 %, och äldre över 65 år 9,0 %.